# Зулумарт
Зулумарт (на таджикски: Qatorkuhi Akademiyai Fanho; на руски: Зулумарт) е планински хребет в Северен Памир, разположен на територията на Таджикистан (Горнобадахшанска автономна област). Простира се от север на юг на протежение около 150 km. На север се отделя от връх Абу Али ибн Сина (Ленин, най-високата точка на Заалайския хребет), а на юг достига до сливането на реките Танимас и Кокуйбел, от басейна на Бартанг. Северно от връх Фрунзе на северозапад се отделя хребета Белеули (5819 m), а южно от него, на североизток – хребетите Комунари (5801 m) и Карачим (5765 m). В южната му част на запад се отделя хребета Северен Танимас (5946 m). Загражда от запад котловината на езерото Каракул. В хребета Зулумат има 5 върха с височина над 6000 m, максимална височина (6746 m), в северната му част. Ледниците обхващат площ от 460 km². От западните му склонове водят началото си реките Баландкиик и Сауксай (съставящи на река Муксу, от басейна на Вахш), а от източните – реките Кокуйбел (от басейна на Бартанг) и Караджилза (влива се в езерото Каракул). Долните части на склоновете му са заети от студени високопланински пустини, а горните части – от нивални ландшафти. По източните му склонове снежната граница е на височина 4950 – 5200 m, а по западните – на 4800 – 5400 m.

## Топографска карта
- J-43-А М 1:500000[1]